# Kazimierz Dudulski
Kazimierz Dudulski (ur. 23 maja 1947 w Mroczenku, zm. 23 maja 2020 tamże) – polski ślusarz i kolejarz, poseł na Sejm PRL V kadencji.

## Życiorys
Syn Albina i Moniki. Uzyskał wykształcenie średnie niepełne, z zawodu ślusarz. Pracował na stanowisku brygadzisty parowozowni Polskich Kolei Państwowych w Iławie, a później był dyspozytorem w iławskiej sekcji CM Olsztyn.
W 1969 jako bezpartyjny uzyskał mandat posła na Sejm PRL w okręgu Iława, zasiadał w Komisji Komunikacji i Łączności. Jako działacz Socjaldemokracji Polskiej bez powodzenia kandydował w 2005 z listy tej partii do Sejmu RP oraz w 2006 z listy Lewicy i Demokratów do Sejmiku Województwa Warmińsko-Mazurskiego. Należał do Związku Zawodowego Maszynistów Kolejowych w Polsce.